# Elecciones a las Cortes de Castilla-La Mancha de 2023
Las elecciones a las Cortes de Castilla-La Mancha de 2023 se celebraron el domingo 28 de mayo, durante las elecciones autonómicas de dicho año, de acuerdo con el decreto de convocatoria de  elecciones dispuesto que se publicó en el Diario Oficial de Castilla-La Mancha. Se eligieron los 33 diputados de la XI legislatura de las Cortes de Castilla-La Mancha mediante un sistema proporcional (método D'Hondt). Sustituyó a los resultados de las elecciones de 2019.

## Candidatos[2]
| Candidatura                      | Candidatura                              | Integrantes                                                                                             | Cabeza de lista | Cabeza de lista         | Res prev | Res prev |
| Candidatura                      | Candidatura                              | Integrantes                                                                                             | Cabeza de lista | Cabeza de lista         | Votos    | Dip.     |
| -------------------------------- | ---------------------------------------- | --- | --------------- | ----------------------- | -------- | -------- |
|                                  | Partido Socialista de Castilla-La Mancha | Lista Partido Socialista Obrero Español (PSOE)                                                          |                 | Emiliano García-Page    | 476 469  | 19       |
|                                  | Partido Popular de Castilla-La Mancha    | Lista Partido Popular (PP)                                                                              |                 | Paco Núñez              | 308 184  | 10       |
|                                  | Ciudadanos                               | Lista Ciudadanos (Cs)                                                                                   |                 | Carmen Picazo           | 122 955  | 4        |
| Sin representación parlamentaria |                                          | |                 |                         |          |          |
|                                  | Unidas Podemos Castilla-La Mancha        | Lista Podemos Castilla-La Mancha (PC-M) Izquierda Unida de Castilla-La Mancha (IU-CLM) Verdes Equo (VE) |                 | José Luis García Gascón | 75 813   | 0        |
|                                  | Vox                                      | Lista Vox (Vox)                                                                                         |                 | David Moreno            | 74 777   | 0        |

## Resultados[3]
| ← Elecciones a las Cortes de Castilla-La Mancha de 2011 → |                                                               |                         |         |       |         |     |
| Presidente y gobierno | Partido                                                       | Candidato               | Votos   | %     | Escaños | +/- |
| - Presidente: Emiliano García-Page - Gobierno: PSOE - Censo: 1.590.156 - Votantes:1.091.741 (68,6%) - Abstención:498.415 (31,4%) - Válidos: 1.072.982 - A candidatura: 1.057.635 (98,5%) | Partido Socialista Obrero Español (PSOE)                      | Emiliano García-Page    | 483.500 | 45,04 | 17      | -2  |
| - Presidente: Emiliano García-Page - Gobierno: PSOE - Censo: 1.590.156 - Votantes:1.091.741 (68,6%) - Abstención:498.415 (31,4%) - Válidos: 1.072.982 - A candidatura: 1.057.635 (98,5%) | Partido Popular (PP)                                          | Paco Núñez              | 361.155 | 33,65 | 12      | +2  |
| - Presidente: Emiliano García-Page - Gobierno: PSOE - Censo: 1.590.156 - Votantes:1.091.741 (68,6%) - Abstención:498.415 (31,4%) - Válidos: 1.072.982 - A candidatura: 1.057.635 (98,5%) | Vox (VOX)                                                     | David Moreno            | 137.765 | 12,83 | 4       | +4  |
| - Presidente: Emiliano García-Page - Gobierno: PSOE - Censo: 1.590.156 - Votantes:1.091.741 (68,6%) - Abstención:498.415 (31,4%) - Válidos: 1.072.982 - A candidatura: 1.057.635 (98,5%) | Unidas Podemos (UP)                                           | José Luís García Gascón | 44.462  | 4,14  | 0       |     |
| - Presidente: Emiliano García-Page - Gobierno: PSOE - Censo: 1.590.156 - Votantes:1.091.741 (68,6%) - Abstención:498.415 (31,4%) - Válidos: 1.072.982 - A candidatura: 1.057.635 (98,5%) | Ciudadanos (CS)                                               | Carmen Picazo           | 10.676  | 1,00  | 0       | -4  |
| - Presidente: Emiliano García-Page - Gobierno: PSOE - Censo: 1.590.156 - Votantes:1.091.741 (68,6%) - Abstención:498.415 (31,4%) - Válidos: 1.072.982 - A candidatura: 1.057.635 (98,5%) | Partido Animalista Con el Medio Ambiente (PACMA)              |                         | 10.500  | 0,98  | 0       |     |
| - Presidente: Emiliano García-Page - Gobierno: PSOE - Censo: 1.590.156 - Votantes:1.091.741 (68,6%) - Abstención:498.415 (31,4%) - Válidos: 1.072.982 - A candidatura: 1.057.635 (98,5%) | España Vaciada (EV)                                           |                         | 3.601   | 0,34  | 0       |     |
| - Presidente: Emiliano García-Page - Gobierno: PSOE - Censo: 1.590.156 - Votantes:1.091.741 (68,6%) - Abstención:498.415 (31,4%) - Válidos: 1.072.982 - A candidatura: 1.057.635 (98,5%) | País con Gestores                                             |                         | 2.096   | 0,20  | 0       |     |
| - Presidente: Emiliano García-Page - Gobierno: PSOE - Censo: 1.590.156 - Votantes:1.091.741 (68,6%) - Abstención:498.415 (31,4%) - Válidos: 1.072.982 - A candidatura: 1.057.635 (98,5%) | Partido Castellano-Tierra Comunera-Recortes Cero (PCAS-TC-RC) |                         | 1.328   | 0,12  | 0       |     |
| - Presidente: Emiliano García-Page - Gobierno: PSOE - Censo: 1.590.156 - Votantes:1.091.741 (68,6%) - Abstención:498.415 (31,4%) - Válidos: 1.072.982 - A candidatura: 1.057.635 (98,5%) | Partido Comunista de los Pueblos de España (PCPE)             |                         | 967     | 0,09  | 0       |     |
| - Presidente: Emiliano García-Page - Gobierno: PSOE - Censo: 1.590.156 - Votantes:1.091.741 (68,6%) - Abstención:498.415 (31,4%) - Válidos: 1.072.982 - A candidatura: 1.057.635 (98,5%) | Aquí Ahora                                                    |                         | 704     | 0,07  | 0       |     |
| - Presidente: Emiliano García-Page - Gobierno: PSOE - Censo: 1.590.156 - Votantes:1.091.741 (68,6%) - Abstención:498.415 (31,4%) - Válidos: 1.072.982 - A candidatura: 1.057.635 (98,5%) | TÚPatria                                                      |                         | 585     | 0,05  | 0       |     |
| - Presidente: Emiliano García-Page - Gobierno: PSOE - Censo: 1.590.156 - Votantes:1.091.741 (68,6%) - Abstención:498.415 (31,4%) - Válidos: 1.072.982 - A candidatura: 1.057.635 (98,5%) | Falange Española de las JONS                                  |                         | 296     | 0,03  | 0       |     |
| - Presidente: Emiliano García-Page - Gobierno: PSOE - Censo: 1.590.156 - Votantes:1.091.741 (68,6%) - Abstención:498.415 (31,4%) - Válidos: 1.072.982 - A candidatura: 1.057.635 (98,5%) | En blanco                                                     | N/A                     | 15.347  | 1,43  | N/A     | N/A |
| - Presidente: Emiliano García-Page - Gobierno: PSOE - Censo: 1.590.156 - Votantes:1.091.741 (68,6%) - Abstención:498.415 (31,4%) - Válidos: 1.072.982 - A candidatura: 1.057.635 (98,5%) | Nulos                                                         | N/A                     | 18.759  | 1,71  | N/A     | N/A |

### Resultados por circunscripción

Reparto de escaños por circunscripciones.

Resultados detallados en cada una de las cinco circunscripciones:
| Circunscripción |        |        |       | Total |
| --------------- | ------ | ------ | ----- | ----- |
| Albacete        | 3 (1)  | 3 (1)  | 1 (1) | 7     |
| Ciudad Real     | 4 ()   | 2 ()   | 1 (1) | 7     |
| Cuenca          | 3 ()   | 2 ()   | 0 ()  | 5     |
| Guadalajara     | 2 (1)  | 2 (1)  | 1 (1) | 5     |
| Toledo          | 5 ()   | 3 ()   | 1 (1) | 9     |
| TOTAL           | 17 (2) | 12 (2) | 4 (4) | 33    |

## Encuestas
| Encuestadora                                          | Fecha                   | Tamaño    | Participación |                |                    |          |          |          | Dis. |         |       |       |        |     |
| ----------------------------------------------------- | ----------------------- | --------- | ------------- | -------------- | ------------------ | -------- | -------- | -------- | ---- | ------- | ----- | ----- | ------ | --- |
| Encuestadora                                          | Fecha                   | Tamaño    | Participación | RTVE/DatosRTVE | 20 de mayo de 2023 |          | ?        | 42.3 17  | Dis. | 35.0 13 | 2.2 0 | 6.0 0 | 11.3 3 | 7.3 |
| electrográfica/SocioMétrica                           | 16 de mayo de 2023      |           | ?             | 40.4 15/17     | 37.0 14/16         | 2.4 0    | 5.9 0    | 11.4 2/3 | 3.4  |         |       |       |        |     |
| ElDiario.es/CIS                                       | 11 de mayo de 2023      |           | ?             | 47.2 16/22     | 28.1 9/11          | 2.7 0    | 6.9 0/2  | 11.4 2/4 | 19.1 |         |       |       |        |     |
| RTVE/DatosRTVE                                        | 28 de abril de 2023     |           | ?             | 39.5 16        | 36.4 14            | 2.5 0    | 6.3 0    | 11.3 3   | 3.1  |         |       |       |        |     |
| electrográfica/SigmaDos                               | 17 de abril de 2023     |           | ?             | 40.6 15/16     | 36.6 13/15         | 2.8 0    | 6.9 0    | 10.8 3/4 | 4.0  |         |       |       |        |     |
| electografica/SocioMétrica                            | 14 de abril de 2023     |           | ?             | 38.8 15        | 37.2 15            | 2.8 0    | 6.4 0    | 11.8 3   | 1.6  |         |       |       |        |     |
| electografica/Data10                                  | 14 de abril de 2023     |           | ?             | 36.6 15        | 38.8 16            | 2.5 0    | 6.4 0    | 10.2 2   | 2.2  |         |       |       |        |     |
| Eldiario.es/Idus3                                     | 14 de abril de 2023     |           | ?             | 30.5 18/20     | 16.5 11/13         | 0.7 0    | 2.9 0    | 7.0 1/3  | 14.0 |         |       |       |        |     |
| RTVE/DatosRTVE                                        | 12 de abril de 2023     |           | ?             | 40.8 17        | 38.3 14            | 2.7 0    | 6.5 0    | 9.1 2    | 2.5  |         |       |       |        |     |
| electografica/IDUS3                                   | 30 de marzo de 2023     |           | ?             | 44.2 16        | 32.5 16            | 2.6 16   | 6.6 16   | 10.6 16  | 11.7 |         |       |       |        |     |
| ElEspañol/DATA10                                      | 18 de febrero de 2023   |           | ?             | 40.8 16        | 38.3 16            | 2.7 0    | 6.5 0    | 9.1 1    | 2.5  |         |       |       |        |     |
| ElDigitaldeAlbacete/IDV                               | 19 de diciembre de 2022 |           | ?             | 45.9 18/19     | 30.8 12/13         | 3.6 0    | 5.8 0    | 11.8 1/3 | 15.1 |         |       |       |        |     |
| electografica/NC Report                               | 14 de octubre de 2021   |           | ?             | 38.9 15        | 38.1 15            | 3.4 0    | 5.3 0    | 11.9 3   | 0.8  |         |       |       |        |     |
| El País                                               | 10 de noviembre de 2019 |           | ?             | 33.3 (9)       | 27.0 (7)           | 6.9 (0)  | 9.3 (0)  | 22.0 (5) | 6.3  |         |       |       |        |     |
| El País                                               | 28 de abril de 2019     |           | ?             | 32.3 (9)       | 22.6 (6)           | 17.4 (4) | 10.1 (0) | 15.2 (2) | 9.7  |         |       |       |        |     |
|                                                       |                         |           |               |                |                    |          |          |          |      |         |       |       |        |     |
| Elecciones a las Cortes de Castilla-La Mancha de 2019 | 26 de mayo de 2019      | 1 606 121 | 67.98 %       | 44.1 19        | 28.5 10            | 11.3 4   | 6.9 0    | 7.0 0    | 15.6 |         |       |       |        |     |

## Investidura
| Resultado de la votación de investidura del Presidente de la Junta de Comunidades de Castilla-La Mancha |                                                        |      |    |    |   |       |
| Candidato                                                                                               | Fecha                                                  | Voto |    |    |   | Total |
| Emiliano García-Page (PSCM-PSOE)                                                                        | 6 de julio de 2023 Mayoría requerida: absoluta (17/33) | Sí   | 17 |    |   | 17/33 |
| Emiliano García-Page (PSCM-PSOE)                                                                        | 6 de julio de 2023 Mayoría requerida: absoluta (17/33) | No   |    | 12 | 4 | 16/33 |
| Emiliano García-Page (PSCM-PSOE)                                                                        | 6 de julio de 2023 Mayoría requerida: absoluta (17/33) | Abs. |    |    |   | 0/33  |
| Emiliano García-Page (PSCM-PSOE)                                                                        | 6 de julio de 2023 Mayoría requerida: absoluta (17/33) | Aus. |    |    |   | 0/33  |

- Datos: Q85788882